# Фишкин, Джеймс
Джеймс С. Фишкин (англ. James S. Fishkin; 1948) — американский политолог, профессор политических наук Стэнфордского университета, член Американской академии искусств и наук (2014).

## Биография
Профессиональное образование получил в Йельском университете (бакалавр, доктор) и в Кембриджском университете (доктор).
Профессор политических наук в Стэнфордском университете, директор Центра делиберативной демократии при Стэнфордском университете. Известен исследованиями по делиберативной демократии.
В качестве приглашенного научного сотрудника работал в Тринити-колледже Кембриджского университета.